# Les Femmes de Stepford (roman)
Pour les articles homonymes, voir Les Femmes de Stepford.

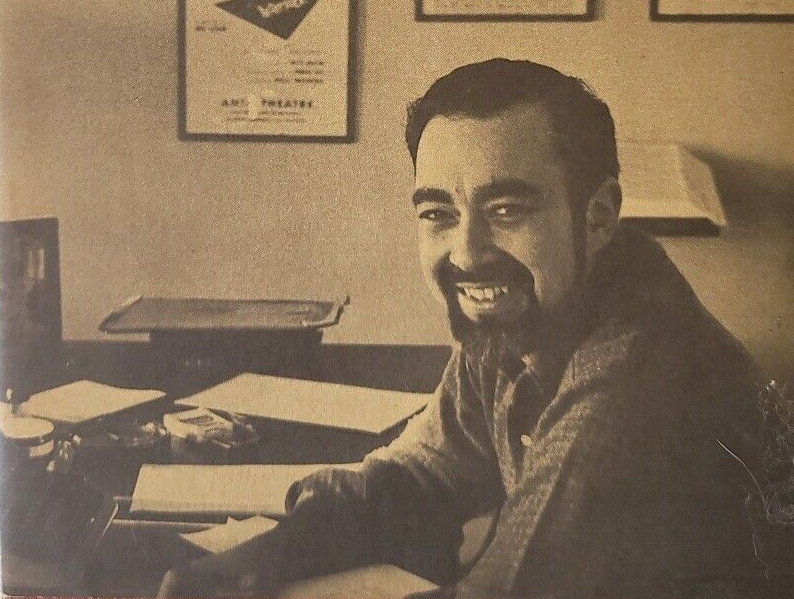
Portrait d'Ira Levin, photograpié par Inge Morath vers 1967

Les Femmes de Stepford (titre original : The Stepford Wives) est un roman satirique d'Ira Levin paru pour la première fois en 1972 aux États-Unis puis en 1974 en France. L'histoire est celle de Joanna Eberhart, une photographe et jeune mère qui se pose des questions sur les femmes belles et soumises à l'excès qui vivent dans leur nouveau quartier idyllique du Connecticut.
Le roman a été adapté deux fois au cinéma ; la première adaptation a connu trois suites faites pour la télévision. En anglais, l'expression « Stepford wife » (femme de Stepford) est restée dans la culture populaire pour désigner une femme qui a subordonné sa vie ou sa carrière aux intérêts de son mari et lui montre soumission et dévotion même s'il est l'objet du déshonneur public.

## Résumé
L'action se déroule dans la ville fictive de Stepford dans le Connecticut et en présente les hommes mariés ainsi que leur femmes soumises, prodigues de compliments et incroyablement belles. Le personnage principal est Joanna Eberhart, une photographe talentueuse récemment arrivée de New York avec son mari et ses enfants, enthousiaste à l'idée de démarrer une nouvelle vie. Au fil du temps, elle est de plus en plus dérangée par les femmes soumises et semblables à des zombies de Stepford, en particulier quand elle voit son amie Bobbie à l'esprit indépendant se changer en l'espace d'une nuit en une maîtresse de maison docile et décérébrée. Son mari, qui passe de plus en plus de temps aux réunions de l'association locale des hommes, se moque de ses peurs.
Au fur et à mesure que l'histoire avance, Joanna se convainc que les femmes de Stepford ont été droguées ou ont subi un lavage de cerveau de la part du club masculin. Elle se rend à la bibliothèque et se renseigne sur le passé des femmes de Stepford, apprenant ainsi que certaines d'entre elles étaient des militantes féministes ou des femmes ayant réussi dans leur carrière professionnelle. Elle découvre aussi que le président du club des hommes est un ancien ingénieur de chez Walt Disney, tandis que les autres sont des artistes et des scientifiques, capables de créer des robots anthropomorphes.
À la fin du roman, Joanna décide de fuir Stepford, mais quand elle rentre à la maison, elle se rend compte que ses enfants ont été enlevés. Elle demande à son mari de la laisser partir, mais il prend ses clés de voiture. Elle réussit à s'échapper de la maison à pied et plusieurs membres du club se mettent à sa poursuite. Ils la coincent dans les bois et elle les accuse d'avoir fait des robots à partir des femmes de la ville. Les hommes nient l'accusation et demandent à Joanna si elle les croirait si elle voyait une des femmes saigner. Joanna se rend à cet argument et ils l'emmènent chez Bobbie. Le mari de Bobbie et son fils sont à l'étage, avec de la musique rock jouée très fort comme si elle était là pour couvrir les cris. La scène se termine avec Bobbie qui brandit un couteau face à son ancienne amie.
Dans l'épilogue, Joanna est devenue une nouvelle femme de Stepford traversant le supermarché local et a abandonné sa carrière de photographe, tandis que Ruthanne, une nouvelle habitante de Stepford, semble sur les rails pour devenir la prochaine victime de la conspiration.

## Adaptations et suites
- Les femmes de Stepford (The Stepford Wives) de Bryan Forbes, 1975
- Les Envoûtées de Stepford (Revenge of the Stepford Wives) de Robert Fuest, 1980 (téléfilm)
- The Stepford Children (en) de Alan J. Levi (en), 1987 (téléfilm)
- The Stepford Husbands (en) de Fred Walton, 1996 (téléfilm)
- Et l'homme créa la femme (The Stepford Wives) de Frank Oz, 2004
- Sechzehneichen (de) de Hendrik Handloegten (de), 2012 (téléfilm)

## Origine du titre
Dans une lettre du 28 mars 2007 au New York Times, Ira Levin explique que le nom la ville fictive de Stepford s'inspire de Wilton, où il a vécu pendant les années 1960. Wilton étant à un pas (step) de Stamford, c'est l'association de step et de ford qui lui a inspiré le nom Stepford.